# Agapornis d'Etiòpia

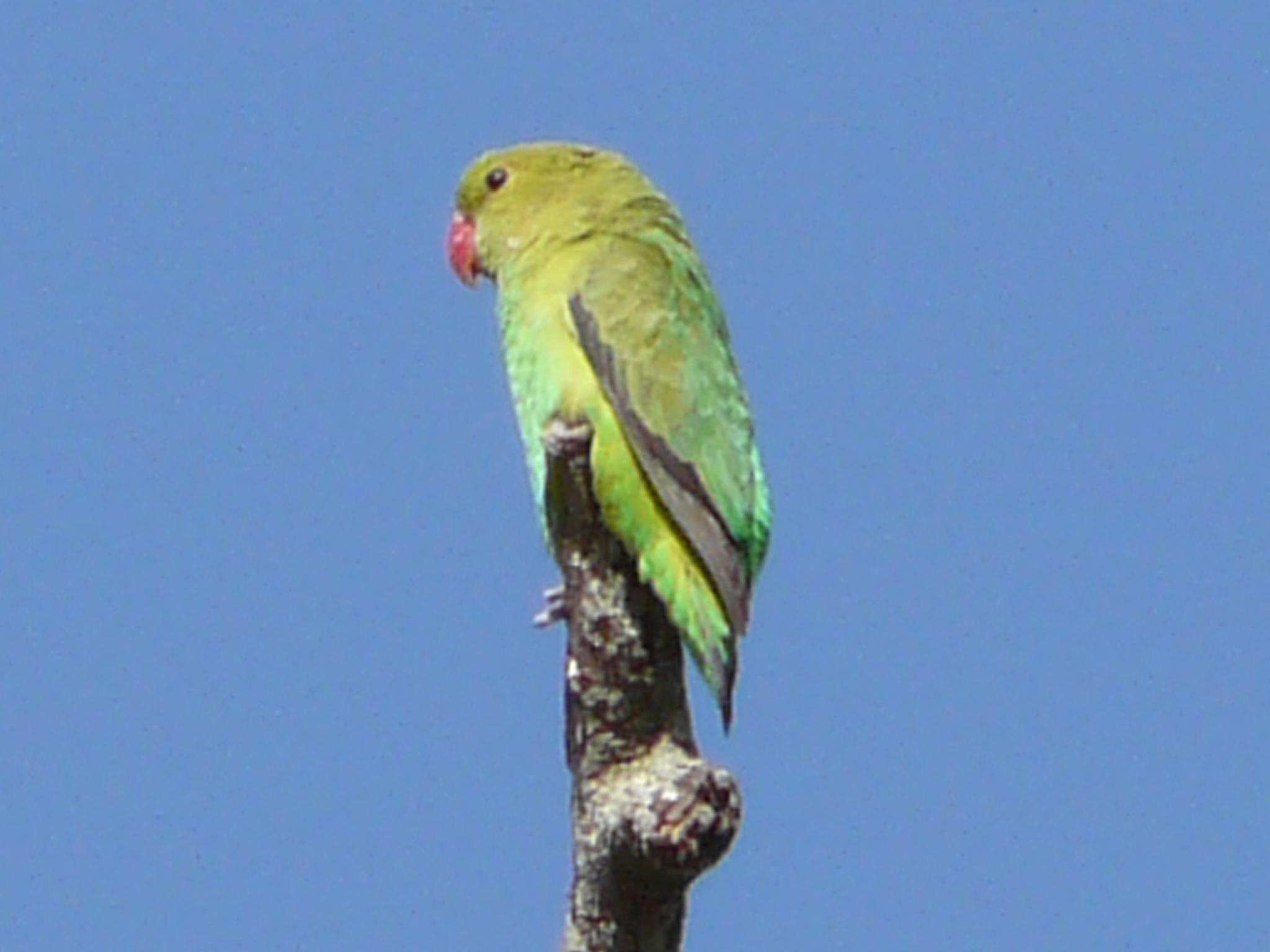
Femella

L'agapornis d'Etiòpia o inseparable d'Etiòpia (Agapornis taranta) és un petit lloro, per tant un ocell de la família dels psitàcids. No són gaire comuns com a ocells de gàbia.

## Morfologia
- Fa una llargària de 16 – 16,5 cm, i és l'espècie més grossa del gènere Agapornis.[3]
- Presenta dimorfisme sexual. Els dos sexes són bàsicament verds, però el mascle té el front de color vermell i un anell ocular del mateix color. L'ala del mascle és negra per sota, mentre que a les femelles són verdoses o d'un color negrós.[3]
- La cua és negra amb un color groguenc a la punta i sota la cua. La gropa i la cua, per sobre, són de color verd clar.
- Bec vermell i potes grises.

## Hàbitat i distribució
Viu tant en planures com en regions de muntanya des del sud d'Eritrea fins al sud-oest d'Etiòpia.

## Alimentació
Mengen llavors, baies i fruites. Durant l'època de les figues baixen a les valls per menjar-ne. També mengen baies de ginebre. En captiveri mengen pipes de gira-sol, blat de moro, pomes i figues.

## Reproducció
Nia en cavitats d'arbres, i porta el material per a la construcció del niu entre el plomatge. Ponen 3 – 4 ous blancs, que la femella cova durant 23 dies. Els pollets abandonen el niu als 45 dies de vida.

## Estatus
És considerat comú en la seva àrea de distribució, per la qual cosa és conceptuada per la UICN Red list com en "risc mínim".